# Абдусаматов, Малик Шаахмедович
Мали́к Шаахме́дович Абдусама́тов (узб. Malik Shoahmedovich Abdusamatov / Малик Шоаҳмедович Абдусаматов) (1928—2008) — советский и узбекистанский востоковед-иранист, кандидат филологических наук, доцент. Один из самых известных востоковедов и иранистов Узбекистана, один из ярких представителей школы иранистики Узбекистана. Известен как автор ряда учебников и книг по теме персидского языка на узбекском языке, в том числе знаменитого учебника персидского языка.

## Биография
Родился 23 апреля 1928 года в городе Ташкенте. В 1950 году окончил ирано-афганское отделение восточного факультета Среднеазиатского государственного университета (сейчас называется Национальным университетом Узбекистана) в Ташкенте. После окончания обучения в университете, до 1954 года работал аспирантом. С 1954 по 1956 год работал на московском ВДНХ.
С 1957 по 1958 год являлся научным сотрудником Института востоковедения Академии наук Узбекской ССР (ныне Академия наук Республики Узбекистан). С 1959 года стал работать старшим преподавателем персидского языка. В 1974 году защитил кандидатскую диссертацию на тему «Учебник персидского языка». В 1976 году стал доцентом.
С 1979 года являлся доцентом кафедры ирано-афганской филологии восточного факультета Ташкентского государственного университета (сейчас называется Национальным университетом Узбекистана). С 1990 года и вплоть до 2005 года являлся заведующим кафедрой педагогики и методики преподавания восточных языков Ташкентского государственного института востоковедения.
В 1995 году участвовал в Международной конференции по изучению персидского языка в столице Ирана Тегеране.
Малик Абдусаматов скончался в 2008 году в возрасте 80 лет.